# Robert J. Wickenden
Robert John Wickenden, né le 8 juillet 1861 à Rochester et mort le 28 novembre 1931 à Brooklyn, est un peintre, lithographe, poète et essayiste britannique.

## Biographie
Cet artiste né en Angleterre a séjourné en France, au Canada ainsi qu'aux États-Unis. Il arrive aux États-Unis à l'âge de 13 ans et sa famille s'installe à Toledo (Ohio). Il déménage à Detroit (Michigan) vers 1879. 
De 1880 à 1882, il étudie à New York et enseigne le dessin à Detroit. Wickenden séjourne en France à plusieurs reprises entre 1883 et 1900. Il va habiter dans différentes villes dont Auvers-sur-Oise, Paris et Neuilly-sur-Seine. Son admiration pour l'École de Barbizon se retrouve dans certaines de ses œuvres. En février 1883, c'est à l'Académie Colarossi qu'il étudie pour ensuite s'inscrire en mars 1883 à l' École nationale supérieure des beaux-arts de Paris et étudier auprès d'Ernest Hébert et de Luc-Olivier Merson. Il publie en 1894 des études sur Jean-François Millet et Charles-François Daubigny, parues dans The Century Magazine. Il devient membre de la Société des artistes lithographes français.
Il a rédigé un poème pour sa mère publié en 1894 et qui s'intitule : Poems of Nature and Sentiment. En 1900, il s'installe à Montréal avec sa famille. Son atelier montréalais est situé dans l'ancien édifice du YMCA. L'artiste organise le 31 mars et le 23 avril 1910, des ventes publiques de sa collection personnelle à New York dans son atelier.

## Expositions
- Salon des artistes français, Société des artistes français, édition 1884, 1888, 1889 et 1890, Palais des Champs-Élysées, Paris[6]
- Exhibition of paintings, aquarelles, drawings, lithographs and etchings by Robert J. Wickenden, 1894, Galerie Frederick Keppel, New York[7]
- Château Frontenac, Québec (1901, 1902, 1903, 1905[8])

## Œuvres

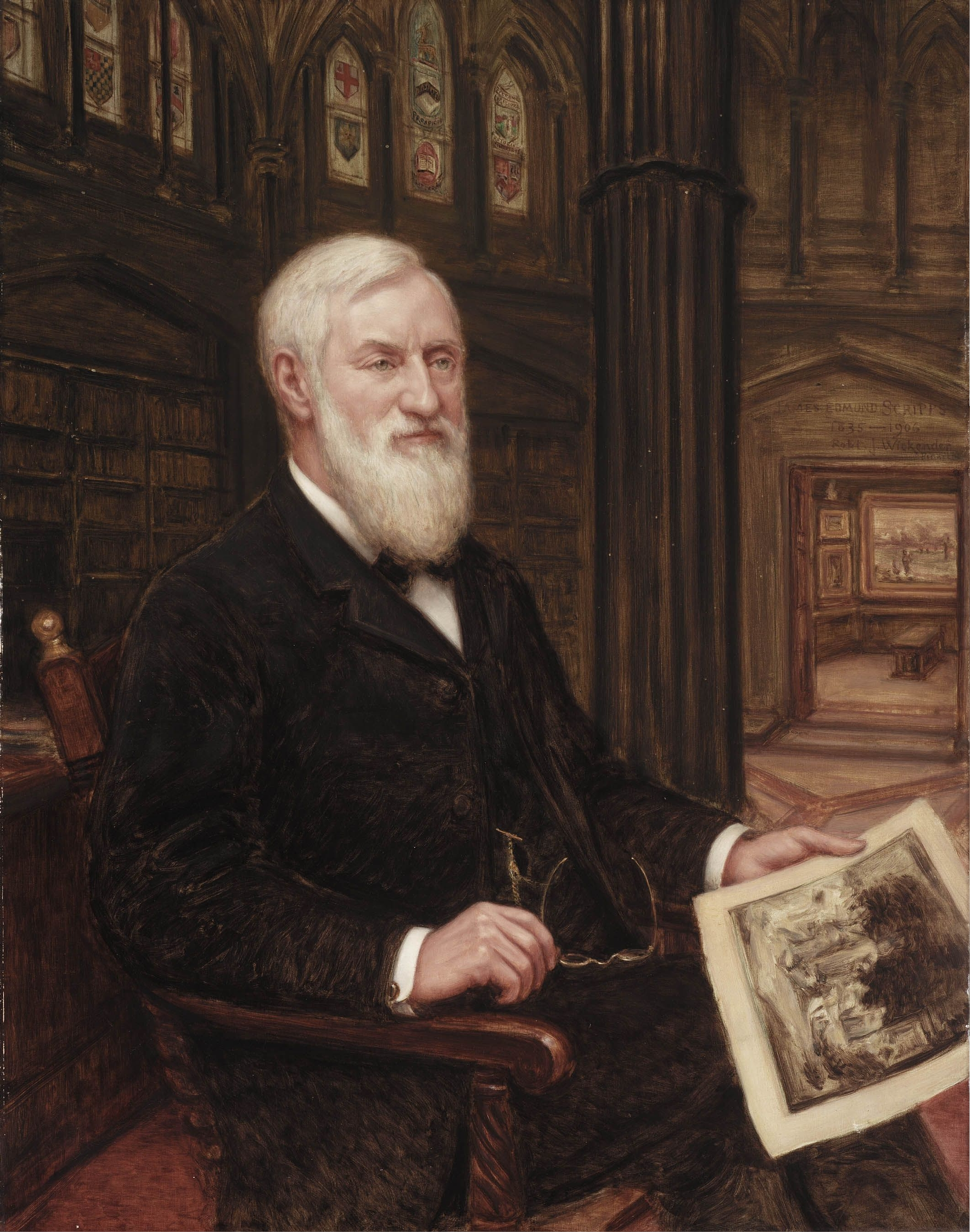
James E. Scripps

La Femme au panier, entre 1900 et 1930, Ancienne collection Musée national des beaux-arts du Québec, œuvre détruite dans l'incendie de la résidence du Lieutenant-gouverneur, Bois de Coulonges, février 1966
Bûcheron canadien, 1900, Musée national des beaux-arts du Québec
Summer Afternoon, Rideau River, 1922, Musée des beaux-arts du Canada

## Musées et collections publiques
- Detroit Institute of Arts[12]
- Château Ramezay, Montréal
- Musée ferroviaire canadien, Montréal[13]
- Musée de la civilisation, Québec[14]
- Musée des beaux-arts de Montréal
- Musée des beaux-arts du Canada, Ottawa[11]
- Musée national des beaux-arts du Québec, Québec[15]